# Grive à collier
Ixoreus naevius
Genre
Espèce
Synonymes
- Zoothera naevia

Statut de conservation UICN

 LC  : Préoccupation mineure
La Grive à collier (Ixoreus naevius) est une espèce de passereaux de la famille des Turdidae.

## Répartition et habitat

aire de nidification
voie migratoire
zone d'hivernage

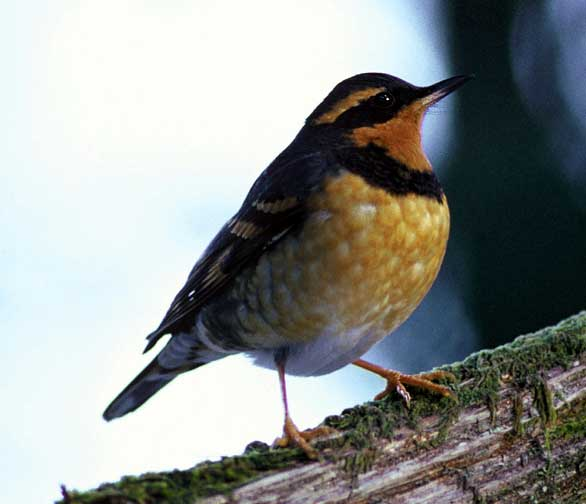
femelle

La Grive à collier vit dans l'ouest de l'Amérique du Nord, de l'Alaska au nord de la Californie. Elle niche en Alaska, au Yukon, dans les montagnes de la Colombie-Britannique, dans l'état de Washington et en Oregon. Elle migre vers le sud ou vers une altitude plus basse pour l'hivernage. Il n'est pas rare que des individus migrent vers l'est en hiver, avant de retourner sur la côte ouest pour se reproduire.
Cet oiseau préfère les forêts humides de conifères. Elle est le plus commune dans les forêts vieilles et denses en haute altitude. En hiver, elle peut être observée dans les milieux habités et dans les vergers.